# Slap Live
Slap Live er et computerspils-event, der afholdes fire gange årligt, og har ca. 500-700 deltagere ved årets to primære events. Slap Live er Danmarks ældste computerspils-event, som er blevet afviklet 21 gange. Zahid "Sui" Butt er stifter bag eventet.

## Slap Live #21
Slap Live #21 foregik d. 21 – 23 Oktober 2010 i Carlsbergs gamle tappe hal (Tap2). Eventet har en samlet præmiesum i Counter-Strike på 300.000 DKK og i Counter-Strike: Source gælder et samlet beløb på 250.000 DKK hvor de 50.000 DKK er et sponsorat fra SteelSeries.